# Porto di Monopoli
Il porto di Monopoli (in sigla MNP) è un porto secondario della Puglia.

## Storia

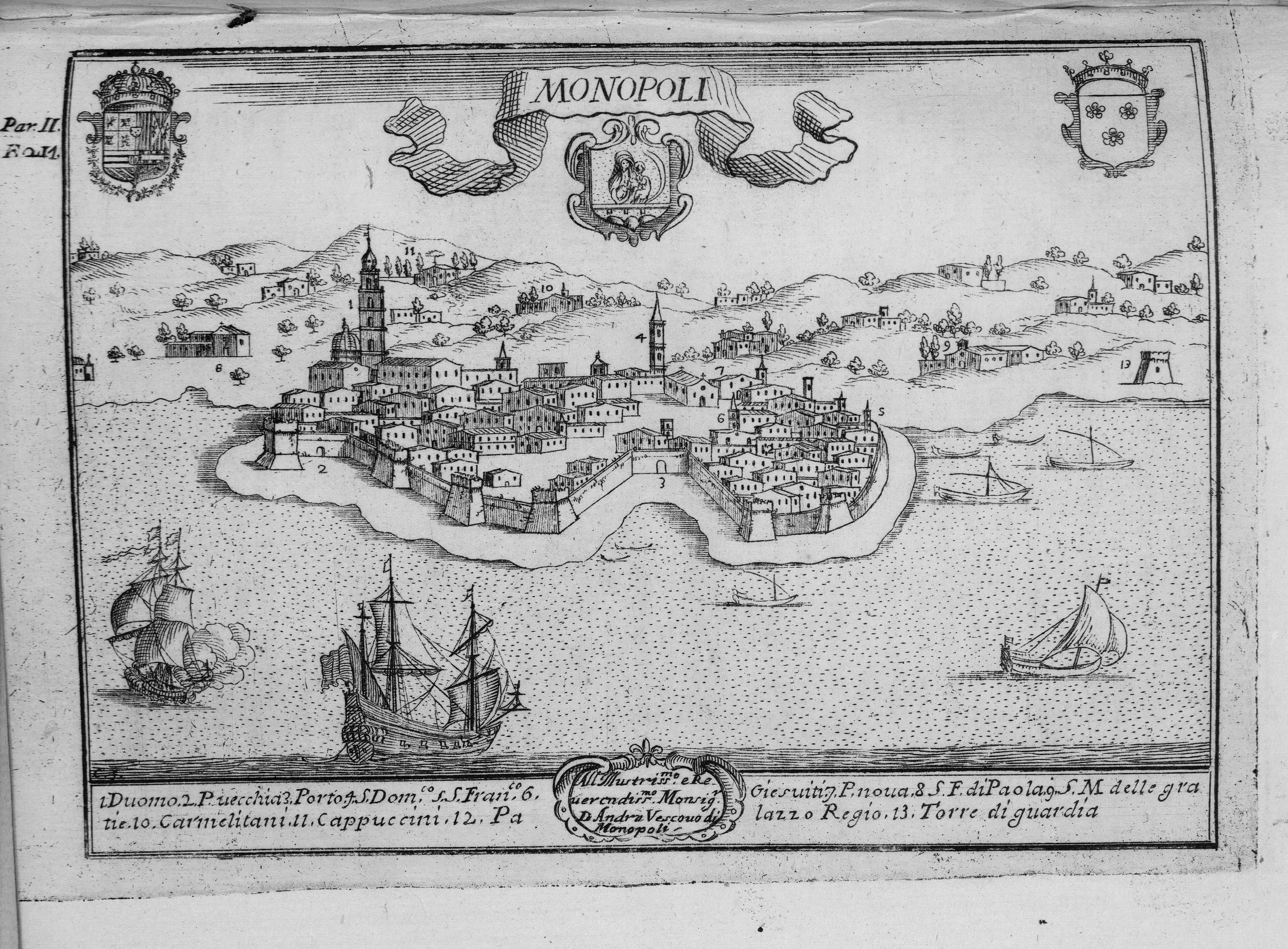
Monopoli in una incisione del 1703

### Le origini
La storia del Porto di Monopoli si perde nella notte dei tempi e si può affermare che coincida con la storia stessa della città. 
Scavi archeologici effettuati dalla Soprintendenza Archeologica di Puglia, tra il 1985 e il 2011, hanno dimostrato con certezza, in corrispondenza del centro storico di Monopoli, l'esistenza di una città messapica del V secolo a.C. (e successivamente romana) munita di poderose fortificazioni affacciate sulla cala del porto antico.
La città romana possedeva una grande porta, del I secolo d.C., munita di torri e corpi di guardia inserita nelle mura messapiche, con accesso diretto su di una zona banchinata. La grande struttura difensiva è attualmente incorporata nel castello Carlo V.
È emerso inoltre, dagli gli scavi archeologici di piazza Palmieri e sotto la chiesa di S.Teresa, che l'abitato messapico romano era stato sovrapposto ad un villaggio di capanne del XV secolo a.C. caratterizzato da rapporti commerciali, con l'area d'influenza micenea. I reperti, che dimostrano i contatti commerciali di questo antichissimo abitato, sono esposti in una sala del Museo Archeologico di Egnazia.
Al di fuori delle mura e anche intorno al porto, fino al Medioevo erano abitate numerosissime grotte naturali e grotte scavate. 
Nella zona prospiciente l'attuale Masseria Spina-Torre Dorta vi era un piccolo abitato romano chiamato Dertum, stazione postale sulla Via Appia Antica e sulla via Via Traiana per Brindisi, riportato nella tabula peutingeriana. L'insediamento era prospiciente le Cale dei Monaci di Susca e Pantano. Con la caduta dell'Impero romano d'Occidente e la distruzione di Egnazia gli abitanti di questi insediamenti si riunirono in un'unica città, arroccandosi nell'antica fortezza marinara. 
Non è improbabile che questo accorpamento sia all'origine dell'attuale nome della città (Monopoli: città unica), determinando per sempre la perdita dell'antica denominazione. 
L'esame della costa, da Egnatia a Torre Incina, ci indica che alcune cale sono state usate fino al secolo XIX come attracchi sicuri, perfettamente ridossati dai venti, eccezion fatta per il greco ed il greco-levante.
La Cala del porto antico era l'unica protetta dai venti ed aveva un bacino naturale importante, superiore a quello artificiale di Egnazia. Sembra fuori di dubbio che questo bacino protetto sia stato l'elemento generatore della Monopoli urbana. 
Nel 1049 iniziò l'insabbiamento del porto per ordine del normanno Ugo Tutabovi, preoccupato di difendere meglio la città da un attacco della potente flotta bizantina. Scelta che costrinse la città ad adattarsi ad uno scalo marittimo limitato e pericoloso: da porto vero e proprio decadde a rada malamente ridossata, tanto da meritarsi il nome di "Porto Aspro".
Il porto scomparso era un approdo sicuro e lo testimonia la chiesa di S. Maria degli Amalfitani, costruita per devozione di alcuni marinai amalfitani rifugiatisi per scampare ad una tempesta. In realtà il porto era costituito da un primo bacino ampiamente protetto al quale seguiva un lungo canale navigabile che si addentrava sino all'attuale Palazzo Vescovile. 
Gli abitanti di Monopoli erano marinai ma anche proprietari delle imbarcazioni. Gli scambi commerciali con tutto il bacino mediterraneo sono esistiti da sempre. Tre dei marinai dell'impresa della traslazíone Nicolaiana erano monopolitani. Una nave fu armata per la battaglia di Lepanto. I commerci riguardavano l'esportazione via mare dei prodotti del ricco e vasto territorio (grano, mandorle, ciliegie, olio di oliva) fino agli anni cinquanta. Monopoli e il suo territorio non è mai appartenuta ad alcun feudo. Ha subito, come tutto il meridione, il dominio dei vari re e viceré che si sono alternati nel corso dei secoli, ed anche per un breve periodo fu soggetta a Venezia (primo cinquantennio del 1500).
Quando i venti non permettevano altri approdi si usavano le due cale di Santo Stefano, tanto che, verso la fine del Settecento, il porto di Monopoli presso il Re di Napoli fu rappresentato dalla Cala a sud del Castello di Santo Stefano.

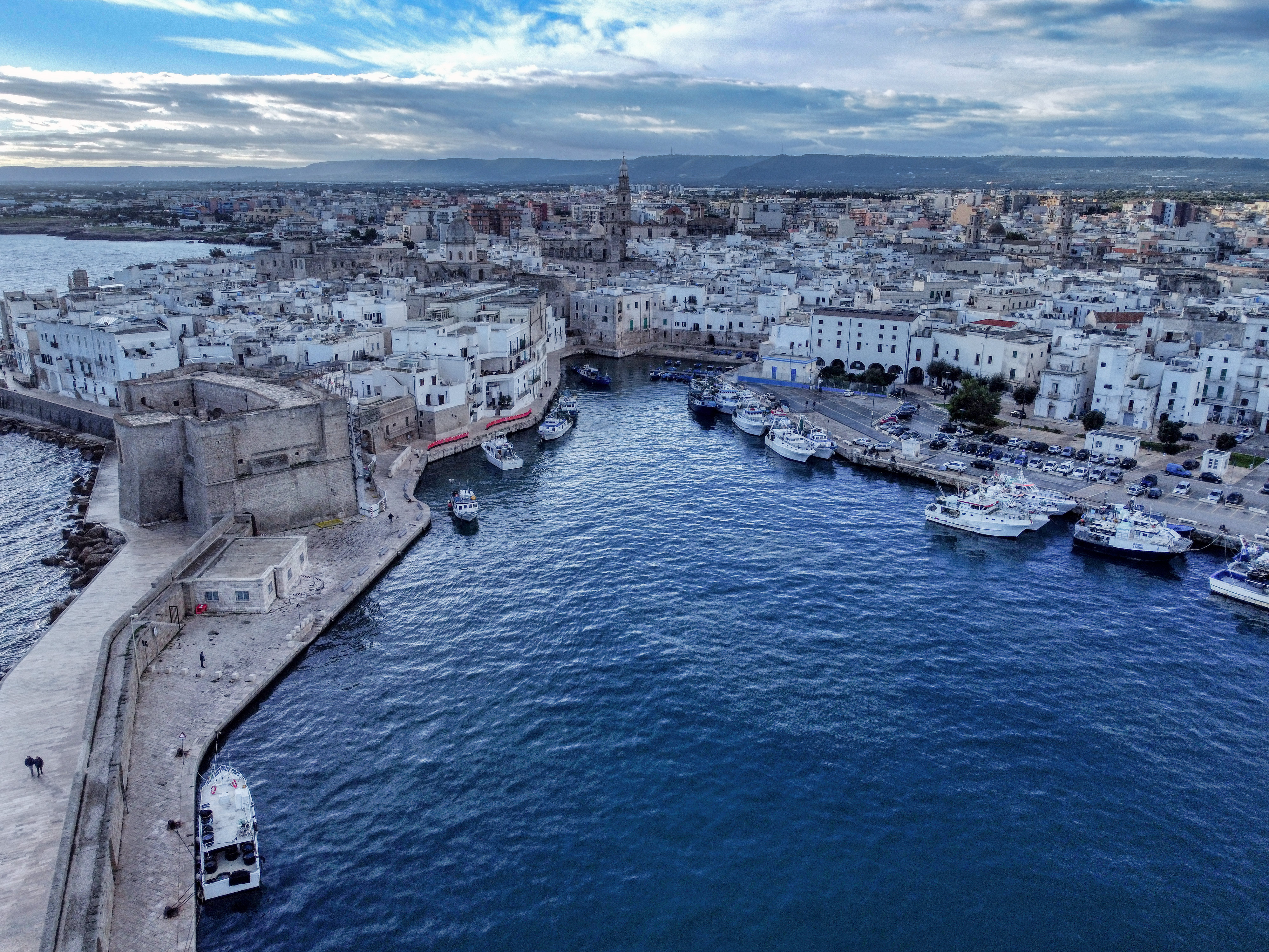
Il paese vecchio e il porto

Il problema di avere un porto sicuro ed adeguato era molto sentito dai monopolitani e nella prima metà dell'Ottocento tentarono invano di ottenere la costruzione del porto a spese dello Stato.

### Il porto moderno; dal XIX al XX secolo
I primi ad interessarsi fattivamente della realizzazione del porto, tra il 1833 e il 1850, furono il mercante monopolitano (di origini salernitane) Michele De Martino, coadiuvato dal mercante inglese John Pitkin, che ricopriva anche la carica di console inglese a Monopoli.
Il De Martino, dopo che le autorità napoletane avevano autorizzato la città di Monopoli a realizzare (a spese della comunità) il nuovo porto, nell'agosto del 1833, fece redigere il progetto dall'ing. Ercole Lauria di Napoli e nel 1850 iniziò a sue spese l'opera, limitatamente al primo tratto dopo il castello, sperando nei sospirati finanziamenti pubblici. L'importo sborsato dal ricco mercante fu di ben 40.000 ducati ma l'attesa si protrasse al punto che questo primo tratto, fu notevolmente danneggiato dalle mareggiate degli anni successivi. 
Non ci fu verso di ottenere un contributo governativo fino a dopo l'unità. Sicché tutte le opere portuali realizzate a Monopoli fino alla seconda guerra mondiale furono finanziate dalle casse cittadine. Il progetto definitivo del porto restò quello originale dell'Ing. Lauria del Genio Civile del Regno di Napoli, successivamente passato a quello del Regno d'Italia. 
I lavori ebbero inizio nel 1836 e furono completati nel 1864. Il progetto venne ripreso dall'Ing. Lamberti succeduto a Lauria, deceduto. Nel frattempo la municipalità già da qualche anno aveva accantonato la somma di 170 000 Lire preventivate per la realizzazione dell'opera. Nel 1866 venne aggiudicato l'appalto per Lire 460 000 alla Ditta Fiocca di Napoli ed il 16 aprile 1867 venne posta la prima pietra per la costruzione del molo in prosecuzione del Castello e della banchina della Solfatara. Nella stessa data la Giunta intitolò l'opera alla Principessa Margherita di Savoia. Contemporaneamente vennero richiesti 40 "cannoni vecchi di ferraccio da utilizzare come bitte": se ne ottennero soltanto 25 provenienti dalle città di Gallipoli e Gaeta.
Nel maggio del 1869 il Comune di Monopoli, che non sapeva come reperire i fondi per ultimare i lavori del porto, si trovò improvvisamente a doversi accollare una spesa di ben Lire 51 000 quale quota spettante per gli oneri che la Provincia ed i Comuni dovevano sobbarcarsi per la costruzione del porto di Bari.
Quindi nel 1875 il molo del Castello era ancora da completare.
I lavori ripresero con la sostituzione dell'impresa Fiocca con l'impresa Pinto, che nel frattempo si era dichiarata disponibile ad anticipare la somma per l'intera opera al tasso annuo dell'8 per cento. Nello stesso anno l'impresa Pinto cedeva il credito derivante dai lavori per il Municipio di Monopoli e Cav. Giuseppe Diana di Bari. Soltanto nel 1877 si poté sapere che per il porto si era sopportata una spesa di ben un milione di Lire, senza che peraltro fosse stata completata la banchina della Solfatara. Sicché gli esportatori erano costretti o ad astenersi da fare commerci oppure a spedire le merci a Bari o a Brindisi, incontrando così non poche spese.
I lavori procedettero sempre tra mille difficoltà, essenzialmente di ordine economico. Nel 1903 fu posta la prima pietra della diga di Tramontana, che fu completata nel 1922. Nel 1905 fu collaudato il Molo Margherita.
A queste realizzazioni contribuì non poco l'appsasionato interessamento dei deputati Gustavo Semmola e Luigi Capitanio.
Durante le fasi successive al secondo conflitto mondiale, la cantieristica presente nel porto monopolitano ha dato i natali al battello Sirius, di 35 tonnellate, il quale, il 21 agosto 1945, con al comando il Tenente Enrico Levi ed a bordo 37 persone, salpò diretto a Cesarea dove arrivò il 28 agosto successivo. 
Il nome in codice del battello era Dalin, a battezzarlo così fu Eliyahu Golomb.
L'avvenimento trova spazio all'interno della Aliyah post Shoah, ossia il ritorno in massa degli ebrei in Terra di Israele. Esso sancisce l'inizio delle ondate migratorie che si protrassero dai porti mediterranei sino al Luglio del 1948.
Il Dalin ritornò in Italia nel Settembre di quello stesso anno con a bordo membri del Mossad e del Palyam.

## La struttura del porto

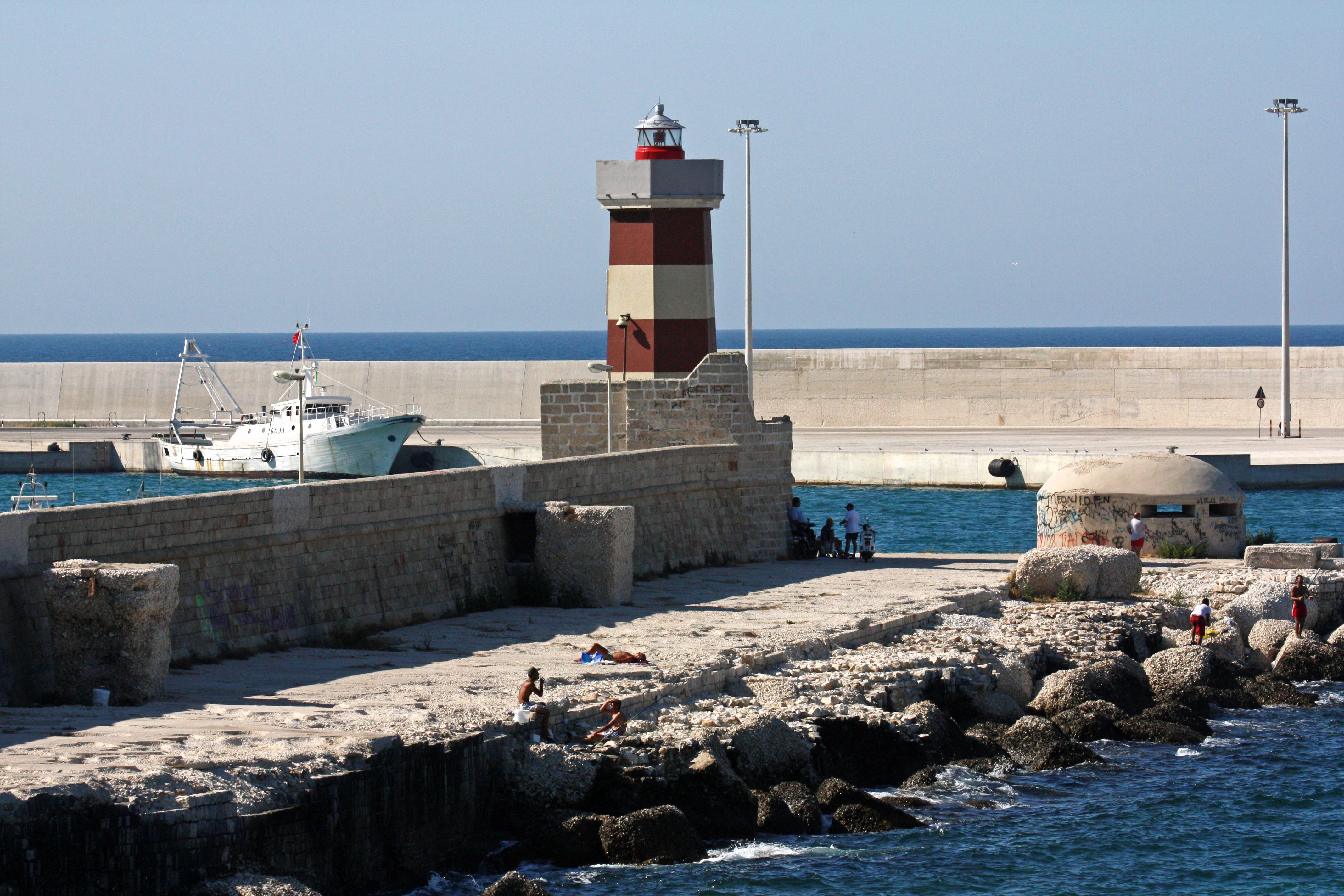
Fanale rosso sul Molo Margherita

. Il bacino portuale comprende quattro insenature o cale:
- Porto Vecchio
- Cala Batteria o delle Batterie
- Cala Fontanelle
- Cala Curatori

Il sopraflutto, radicato a punta Curatori, si protende in direzione nord-est, sud-est; il sottoflutto, chiamato molo Margherita, radicato a punta Castello, si prolunga in direzione nord, nord-ovest per 200 metri. Ambedue i moli servono a riparare lo specchio del porto dalle forti mareggiate che periodicamente si abbattono dal quadrante nord-est.

### Batimetria
La batimetria del bacino presenta una difformità, regredendo dagli 11 metri in corrispondenza della testata del molo nuovo, fino a 3 metri della secca di Punta della Trave.